# Tamarix baluchistanica
Tamarix baluchistanica är en tamariskväxtart som beskrevs av M. Qaiser. Tamarix baluchistanica ingår i släktet tamarisker, och familjen tamariskväxter. Inga underarter finns listade.